# André Semler-Collery
André Charles Paul Semler-Collery (1912 – ?) was een Frans componist en dirigent. Hij werd geboren in een muzikale familie als zoon van het echtpaar Jules Gaspard Semler-Collery (1876-1950), eveneens componist en muziekpedagoog en Caroline Bollaert (1878 - 1940). Ook drie oudere broers Jules Louis Semler-Collery (1902-1988), Armand Léopold Semler-Collery (1902-?) en Paul Albert Semler-Collery (1906-?), waren componisten en dirigenten.

## Levensloop
Semler-Collery kreeg zijn eerste muzieklessen, zoals zijn beide oudere broers ook, van zijn vader Jules Gaspard Semler-Collery. Vervolgens studeerde hij aan het conservatorium en aan militaire muziekscholen. Hij heeft een grote muzikale carrière bij het Franse militair gemaakt. Zo was hij dirigent van de muziekkapel en het koor van de Légion Étrangère - la Légion no. 4. Verder was hij kapelmeester van de Musique du première Escadron Régional du Train (E.R.T.) en van de Musique du première Régiment Infanterie. Een lange periode was hij dirigent van de Musique de la 13e Demi Brigade de légion Etrangère. Verder heeft hij de Musique des Equipages de la Flotte de Paris en het Choeur de la Légion étrangère de parachutistes gedirigeerd. Deze militaire ensembles hebben onder zijn leiding vele langspeelplaten opgenomen. 
Als componist schreef hij vele werken voor harmonie- of fanfareorkest.

## Composities

### Werken voor harmonie- of fanfareorkest
- Amilakvari
- Ballon d'Alsace
- Brave 95ème
- Camerone 1963 (Marche du centenaire de Cameron)
- Défile de la 1ère d.l..
- De la mer du Nord à la Bretagne, potpourri de chansons et de chants de marins
- Les dragons de Noailles (La Saint-Sylvestre)
- Gloire à Saint-Cyr
- Hymne aux Majorettes
- La Marche du 22ème B.M.N.A.
- Les fusiliers marins a Masevaux
- Les trompettes de Dupleix
- Libération de Giromagny
- Marche au 149e R.I.F.
- Marche des volontaires antillais
- Marche du Service de Santé des Armées
- Nos Képis Blancs  (orchestration) (Marche de la 13e Demi Brigade de Légion Étrangère)(auteur Paule Nod)
- Pièce funèbre contenant la Sonnerie aux Morts
- Salut au drapeau